# Золотой воздушный змей 2017
Золотой воздушный змей 2017 — 16-я церемония вручения кинопремии «Золотой воздушный змей», учреждённой «Союзом кинематографистов Вьетнама». Состоялась 15 апреля 2018 года в Ханойском оперном театре. Одной из отличительных черт церемонии 2018 стало наличие в конкурсной программе большого количества адаптаций зарубежных фильмов.

## Результаты
| Награда                                    | Фильм                         | Режиссёр               |
| ------------------------------------------ | ----------------------------- | ---------------------- |
| «Золотой воздушный змей»                   | Портной                       | Чан Быу Лок, Кай Нгуен |
| «Серебряный воздушный змей»                | Мне нет 18                    | Ле Тхань Шон           |
| «Серебряный воздушный змей»                | Cô gái đến từ hôm qua         | Фан Зя Нят Линь        |
| Третье место                               | Dạ cổ hoài lang               | Нгуен Куанг Зунг       |
| Третье место                               | Mẹ chồng                      | Ли Минь Тханг          |
| Третье место                               | Đảo của dân ngụ cư            | Хонг Ань               |
| Премия                                     | Победитель                    | Фильм                  |
| За лучшую режиссёрскую работу              | Ле Тхань Шон                  | Мне нет 18             |
| Лучшему актёру главной роли                | Кьеу Минь Туан                | Мне нет 18             |
| Лучшей актрисе главной роли                | Ня Фыонг                      | Yêu đi, đừng sợ        |
| Лучшему актёру второго плана               | Нян Фук Винь                  | Đảo của dân ngụ cư     |
| Лучшей актрисе второго плана               | Миду                          | Mẹ chồng               |
| За лучшую операторскую работу              | Ли Тхай Зунг                  | Đảo của dân ngụ cư     |
| За лучший сценарий                         | Кай Нгуен                     | Портной                |
| За лучшее художественное оформление фильма | Чинь Тхьен Тхань              | Yêu đi, đừng sợ        |
| За лучшую звукооператорскую работу         | До Чунг Нян, Нгуен Чонг Тхань | Ngày mai Mai cưới      |
| За лучшую музыку к фильму                  | Дык Чи                        | Dạ cổ hoài lang        |
| Самому многообещающему актёру              | Ха Ми                         | Cô gái đến từ hôm qua  |